# Călin Peter Netzer
Călin Peter Netzer (Petroșani, 1 mei 1975) is een Roemeens regisseur.
Călin Peter Netzer emigreerde op 8-jarige leeftijd met zijn ouders naar Duitsland. Als volwassene keerde hij terug naar zijn geboorteland, waar hij tussen 1994 en 1999 studeerde aan de toneel- en filmschool van Boekarest. Na zijn studie legde hij zich aanvankelijk toe op korte films. In 2003 debuteerde hij met Maria. Deze prent werd bekroond op het filmfestival van Locarno. Met zijn film Poziția copilului won hij de Gouden Beer op het filmfestival van Berlijn in 2013.

## Filmografie (selectie)
- 2003: Maria
- 2009: Medalia de onoare
- 2013: Poziția copilului (Child's Pose)